# Alchemilla calvipes
Alchemilla calvipes är en rosväxtart som beskrevs av Sergei Vasilievich Juzepczuk. Alchemilla calvipes ingår i släktet daggkåpor, och familjen rosväxter. Inga underarter finns listade i Catalogue of Life.